# Neotinea ustulata
Neotinea ustulata (= Orchis ustulata) és una espècie d'orquídia de la subfamília Orchidoideae de la família de les Orchidaceae. Es distribueix per Europa, incloent-hi Catalunya. Són d'hàbits terrestres i tenen tubercles. Anteriorment se la considerava dins del gènere Orchis.

## Descripció

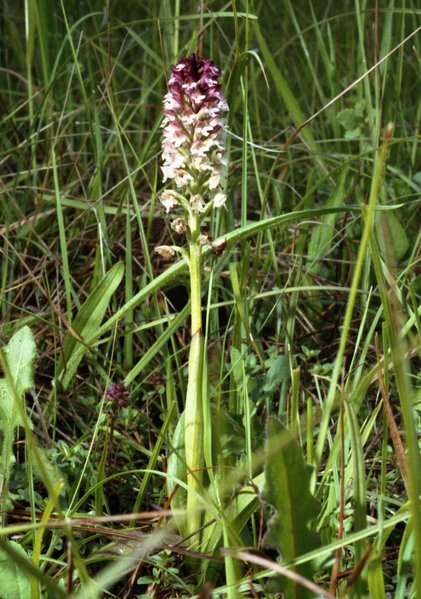
Orchis ustulata - planta.

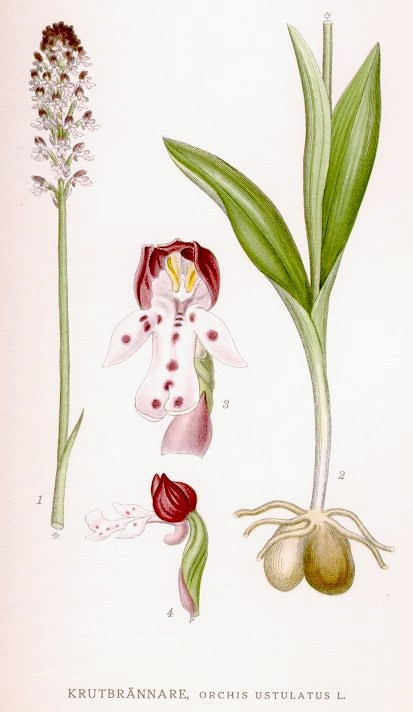
Il·lustració

Les fulles són oblongues amb una llargada de 5 cm, creixen des dels nòduls subterranis que tenen una grandària màxima de 6 cm i són rodons.
Les inflorescències que són erectes en espiga, surten de la roseta basal de fulles i cobreixen la tija en 1/3 per una bràctea color verd clar.
Presenta una densa floració amb flors petites. Els tres sépals són iguals en grandària, i estan soldats pels costats quedant els àpexs solts, formant una mena de gorra que cobreix la columna. Els sèpals presenten un color porpra fosc que en les vores vira a blanquinós en el feix, i de color blanc amb motes porpres en el revés.
El label sobresurt sota el casc 2/3 parts, és de color blanc amb algunes motes de color porpra gruixudes i disperses. El label presenta una indentació en l'extrem de la part inferior amb dos lòbuls lleugerament cap amunt. També presenta dos lòbuls, un a cada costat en la part superior que estan lleugerament arquejats cap amunt. Té dos pètals més molt reduïts.
Floreix des d'abril fins a juny. El color pot variar en intensitat dels tons porpres.

## Hàbitat
Es desenvolupa en prats i terrenys a la llum solar directa o mitja ombra.

## Usos medicinals

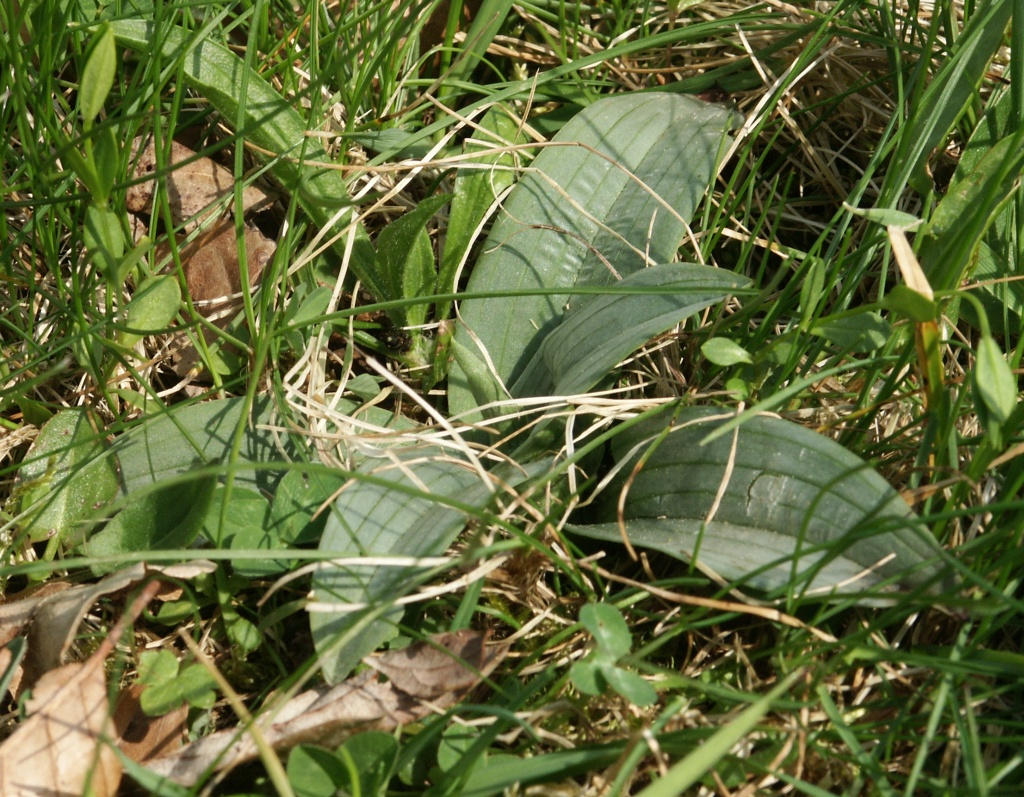
Orchis ustulata, roseta foliar.

La farina dels seus tubercles anomenada salep és molt nutritiva i demulcent. S'usa en dietes especials de convalescents i nens. És molt rica en mucílag i forma una demulcent i suau gelatina que s'utilitza per al canal gastrointestinal irritat. Una part de farina amb cinquanta parts d'aigua són suficients per formar la gelatina. El tubercle per preparar la farina ha de ser recol·lectat quan la planta està recentment asseca després de la floració i quan ha deixat anar les llavors.

## Taxonomia
Orchis ustulata va ser descrita per Carl von Linné i publicada en Species Plantarum 941. 1753.
Etimologia
Aquestes orquídies reben el seu nom del grec όρχις "orchis", que significa testicle, per l'aparença dels tubercles subterranis en algunes espècies terrestres. La paraula 'orchis' la va usar per primera vegada Teofrast (371/372 - 287/286 aC), en el seu llibre "De historia plantarum" (La història natural de les plantes). Va ser deixeble d'Aristòtil i és considerat com el pare de la Botànica i de l'Ecologia.
ustulata: epítet llatí que significa cremat, de foc.
Sinonímia
- Orchis amoena Crantz 1769
- Orchis columnae F.W.Schmidt 1795
- Orchis parviflora Willd. 1805
- Orchis hyemalis Raf. 1817
- Orchis imbricata Vest 1824
- Neotinea ustulata (L.) R.M.Bateman, Pridgeon & M.W.Chase 1997